# Bokšić (Tomtelke)
Bokšić falu Horvátországban Vukovár-Szerém megyében. Közigazgatásilag Tomtelkéhez tartozik.

## Fekvése
Vukovártól légvonalban 16, közúton 22 km-re délkeletre, községközpontjától 2 km-re délnyugatra, a Nyugat-Szerémségben fekszik. 

## Története
A község legfiatalabb települése csak 1941-ben kezdett benépesülni, amikor a Nagygorica környékéről a puszta és terméketlen föld miatt kitelepülő lakosság azzal kereste fel a zágrábi kolonizációs intézetet, hogy Tomtelke környékén földet vásárolhasson. Annak érdekében, hogy megérdemeljék az áttelepülést, példaértékűen kifogástalan erkölcsűnek és szorgalmas parasztoknak kellett lenniük. Mivel a mai Bokšić területén erdő volt, nagy erőfeszítéseket kellett tenniük az erdő kiirtásához és falu létrehozásához. A falu 1941 és 1945 a Független Horvát Államhoz tartozott, majd a szocialista Jugoszlávia fennhatósága alá került. 
1991-től a független Horvátország része. 1991-ben lakosságának 98%-a horvát nemzetiségű volt. A horvátországi háború során 1991. október 4-én elfoglalták a szerb csapatok, akik a lakosságot kifosztották és bántalmazták, öt embert meggyilkoltak. 1992. március 15-én szerb területi egységek kiparancsolták a lakókat házaiból, majd busszal szállították őket az elfoglalt Lipovacig, ahol az aknamezőkön keresztül kényszerítették őket a horvát terület felé. Körülbelül 150 ember gyalogolt az oszlopban, köztük nyolc mozgásképtelen ember, egy terhes nő, gyermekek és idős emberek. Órákig jártak, amíg a horvát 131. brigád katonái meg nem látták őket. Bokšić lakói csak azt vihették magukkal, amit a kezükben tudtak tartani. A szerbek lerombolták az iskolát, a kultúrházat, a katolikus templomot, a tűzoltószerházat és a tejbegyűjtő épületét. A lakosság csak 1997-ben térhetett haza. A falunak 2011-ben 126 lakosa volt.

## Népessége
| Lakosság változása | Lakosság változása | Lakosság változása | Lakosság változása | Lakosság változása | Lakosság változása | Lakosság változása | Lakosság változása | Lakosság változása | Lakosság változása | Lakosság változása | Lakosság változása | Lakosság változása | Lakosság változása | Lakosság változása | Lakosság változása |
| ------------------ | ------------------ | ------------------ | ------------------ | ------------------ | ------------------ | ------------------ | ------------------ | ------------------ | ------------------ | ------------------ | ------------------ | ------------------ | ------------------ | ------------------ | ------------------ |
| 1857               | 1869               | 1880               | 1890               | 1900               | 1910               | 1921               | 1931               | 1948               | 1953               | 1961               | 1971               | 1981               | 1991               | 2001               | 2011               |
| 0                  | 0                  | 0                  | 0                  | 0                  | 0                  | 2                  | 0                  | 177                | 203                | 243                | 224                | 218                | 234                | 159                | 126                |

(1921 előtt és 1931-ben nem volt lakossága.)

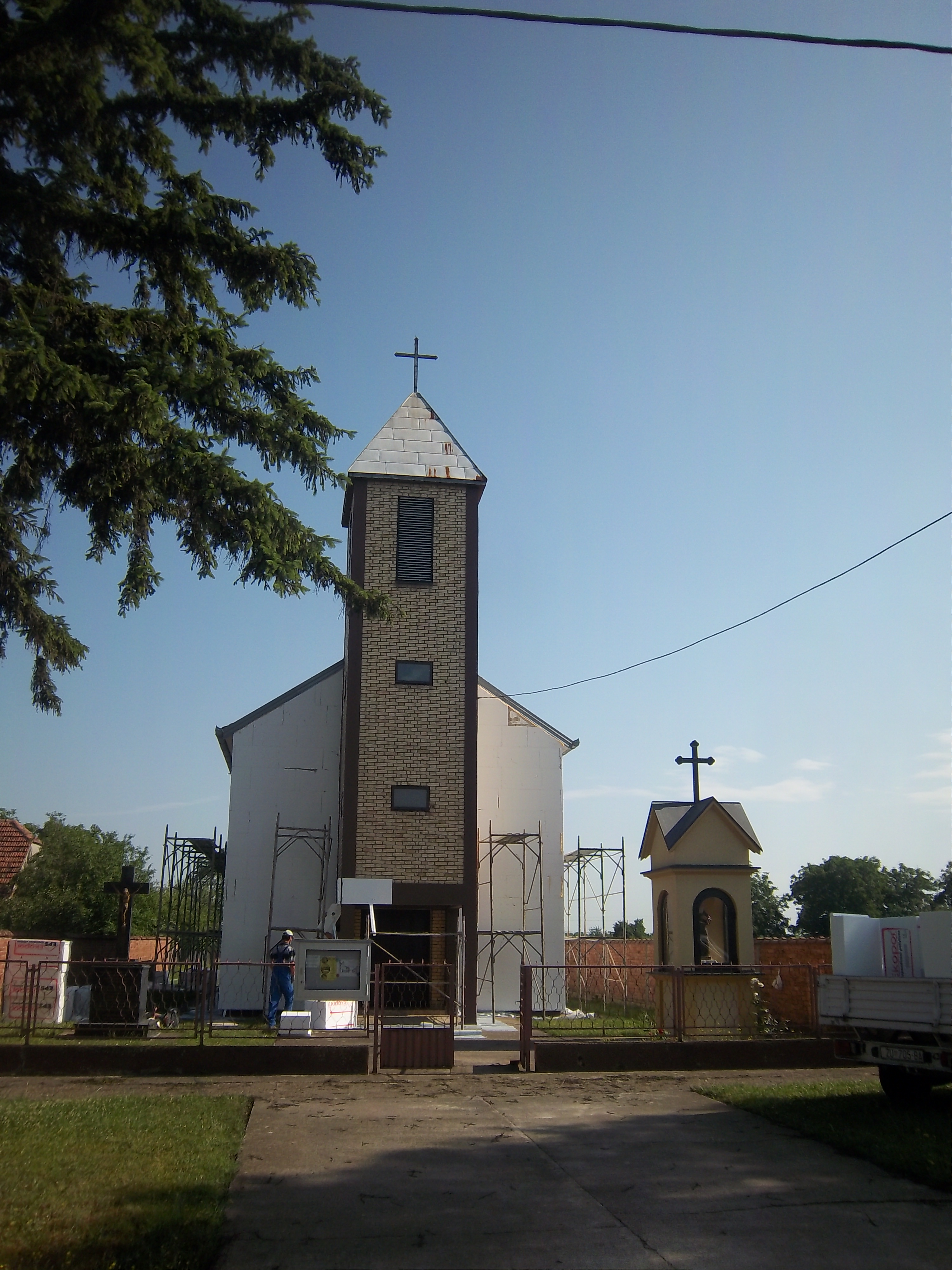
A római katolikus templom

## Nevezetességei
Római katolikus temploma.

## Sport
NK Bokšić labdarúgóklub